# Saison 2010 de l'équipe cycliste Liquigas-Doimo
La saison 2010 de l'équipe cycliste Liquigas-Doimo est la sixième de l'équipe. Elle débute en janvier lors du Tour Down Under. En tant qu'équipe ProTour, elle participe au calendrier de l'UCI ProTour. L'équipe termine à la 2e place du classement mondial UCI et réalise la meilleure saison de son histoire en s'adjugeant 39 victoires, dont notamment le Tour d'Italie et le Tour d'Espagne.

## Préparation de la saison 2010

### Arrivées et départs
| Arrivées             | Équipe 2009                              |
| -------------------- | ---------------------------------------- |
| Francesco Bellotti   | Barloworld                               |
| Davide Cimolai       | Marchiol-Pasta Montegrappa-Site-Heraclia |
| Tiziano Dall'Antonia | CSF Group-Navigare                       |
| Mauro Finetto        | CSF Group-Navigare                       |
| Robert Kišerlovski   | Fuji-Servetto                            |
| Kristjan Koren       | Bottoli Nordelettrica Ramonda            |
| Maciej Paterski      | Marchiol-Pasta Montegrappa-Site-Heraclia |
| Peter Sagan          | Dukla Trenčín Merida                     |

| Départs             | Équipe 2010                         |
| ------------------- | ----------------------------------- |
| Kjell Carlström     | Sky                                 |
| Claudio Corioni     | De Rosa-Stac Plastic                |
| Gianni Da Ros       | suspension                          |
| Murilo Fischer      | Garmin-Transitions                  |
| Enrico Franzoi      | BKCP-Powerplus                      |
| Vladimir Miholjević | Acqua & Sapone-D'Angelo & Antenucci |
| Andrea Noè          | Ceramica Flaminia                   |
| Gorazd Štangelj     | Astana                              |

## Coureurs et encadrement technique

### Effectif
| Cycliste              | Date de naissance | Nationalité | Équipe 2009                              |
| --------------------- | ----------------- | ----------- | ---------------------------------------- |
| Valerio Agnoli        | 6 janvier 1985    | Italie      | Liquigas                                 |
| Ivan Basso            | 26 novembre 1977  | Italie      | Liquigas                                 |
| Francesco Bellotti    | 6 août 1979       | Italie      | Barloworld                               |
| Daniele Bennati       | 24 septembre 1980 | Italie      | Liquigas                                 |
| Maciej Bodnar         | 7 mars 1985       | Pologne     | Liquigas                                 |
| Francesco Chicchi     | 27 novembre 1980  | Italie      | Liquigas                                 |
| Davide Cimolai        | 13 août 1989      | Italie      | Marchiol-Pasta Montegrappa-Site-Heraclia |
| Tiziano Dall'Antonia  | 26 juillet 1983   | Italie      | CSF Group-Navigare                       |
| Mauro Finetto         | 10 mai 1985       | Italie      | CSF Group-Navigare                       |
| Jacopo Guarnieri      | 14 août 1987      | Italie      | Liquigas                                 |
| Robert Kišerlovski    | 9 août 1986       | Croatie     | Fuji-Servetto                            |
| Kristjan Koren        | 25 novembre 1986  | Slovénie    | Bottoli Nordelettrica Ramonda            |
| Roman Kreuziger       | 16 juin 1986      | Tchéquie    | Liquigas                                 |
| Aliaksandr Kuschynski | 27 octobre 1979   | Biélorussie | Liquigas                                 |
| Vincenzo Nibali       | 14 novembre 1984  | Italie      | Liquigas                                 |
| Daniel Oss            | 13 janvier 1987   | Italie      | Liquigas                                 |
| Maciej Paterski       | 12 septembre 1986 | Pologne     | Marchiol-Pasta Montegrappa-Site-Heraclia |
| Franco Pellizotti     | 15 janvier 1978   | Italie      | Liquigas                                 |
| Manuel Quinziato      | 30 octobre 1979   | Italie      | Liquigas                                 |
| Fabio Sabatini        | 18 février 1985   | Italie      | Liquigas                                 |
| Juraj Sagan           | 23 décembre 1988  | Slovaquie   | Dukla Trenčín Merida                     |
| Peter Sagan           | 26 janvier 1990   | Slovaquie   | Dukla Trenčín Merida                     |
| Ivan Santaromita      | 30 avril 1984     | Italie      | Liquigas                                 |
| Sylwester Szmyd       | 2 mars 1979       | Pologne     | Liquigas                                 |
| Brian Vandborg        | 4 décembre 1981   | Danemark    | Liquigas                                 |
| Alessandro Vanotti    | 16 septembre 1980 | Italie      | Liquigas                                 |
| Elia Viviani          | 7 février 1989    | Italie      | Marchiol-Pasta Montegrappa-Site-Heraclia |
| Frederik Willems      | 8 septembre 1979  | Belgique    | Liquigas                                 |
| Oliver Zaugg          | 9 mai 1981        | Suisse      | Liquigas                                 |

## Bilan de la saison

### Victoires
| Date       | Course                                                           | Pays        | Classe | Vainqueur             |
| ---------- | ---------------------------------------------------------------- | ----------- | ------ | --------------------- |
| 18/01/2010 | 1re étape du Tour de San Luis                                    | Argentine   | 2.1    | Francesco Chicchi     |
| 21/01/2010 | 4e étape du Tour de San Luis                                     | Argentine   | 2.1    | Vincenzo Nibali       |
| 24/01/2010 | Classement général du Tour de San Luis                           | Argentine   | 2.1    | Vincenzo Nibali       |
| 10/02/2010 | 4e étape du Tour du Qatar                                        | Qatar       | 2.1    | Francesco Chicchi     |
| 12/02/2010 | 6e étape du Tour du Qatar                                        | Qatar       | 2.1    | Francesco Chicchi     |
| 15/02/2010 | 2e étape du Tour d'Oman                                          | Oman        | 2.1    | Daniele Bennati       |
| 24/02/2010 | 2e étape du Tour de Sardaigne                                    | Italie      | 2.1    | Roman Kreuziger       |
| 27/02/2010 | Classement général du Tour de Sardaigne                          | Italie      | 2.1    | Roman Kreuziger       |
| 10/03/2010 | 3e étape de Paris-Nice                                           | France      | HIS    | Peter Sagan           |
| 12/03/2010 | 3e étape de Tirreno-Adriatico                                    | Italie      | HIS    | Daniele Bennati       |
| 12/03/2010 | 5e étape de Paris-Nice                                           | France      | HIS    | Peter Sagan           |
| 23/03/2010 | 1rea étape de la Semaine internationale Coppi et Bartali         | Italie      | 2.1    | Francesco Chicchi     |
| 23/03/2010 | 1reb étape de la Semaine internationale Coppi et Bartali         | Italie      | 2.1    | Liquigas-Doimo        |
| 27/03/2010 | Classement général de la Semaine internationale Coppi et Bartali | Italie      | 2.1    | Ivan Santaromita      |
| 17/04/2010 | 7e étape du Tour de Turquie                                      | Turquie     | 2.HC   | Elia Viviani          |
| 25/04/2010 | Tour des Apennins                                                | Italie      | 1.1    | Robert Kišerlovski    |
| 28/04/2010 | 1re étape du Tour de Romandie                                    | Suisse      | PT     | Peter Sagan           |
| 12/05/2010 | 4e étape du Tour d'Italie                                        | Italie      | HIS    | Liquigas-Doimo        |
| 19/05/2010 | 4e étape du Tour de Californie                                   | États-Unis  | 2.HC   | Francesco Chicchi     |
| 20/05/2010 | 5e étape du Tour de Californie                                   | États-Unis  | 2.HC   | Peter Sagan           |
| 21/05/2010 | 6e étape du Tour de Californie                                   | États-Unis  | 2.HC   | Peter Sagan           |
| 22/05/2010 | 14e étape du Tour d'Italie                                       | Italie      | HIS    | Vincenzo Nibali       |
| 23/05/2010 | 15e étape du Tour d'Italie                                       | Italie      | HIS    | Ivan Basso            |
| 30/05/2010 | Classement général du Tour d'Italie                              | Italie      | HIS    | Ivan Basso            |
| 19/06/2010 | 3e étape du Tour de Slovénie                                     | Slovénie    | 2.1    | Vincenzo Nibali       |
| 20/06/2010 | 4e étape du Tour de Slovénie                                     | Slovénie    | 2.1    | Francesco Chicchi     |
| 20/06/2010 | Classement général du Tour de Slovénie                           | Slovénie    | 2.1    | Vincenzo Nibali       |
| 27/06/2010 | Championnat de Biélorussie sur route                             | Biélorussie | CN     | Aliaksandr Kuschynski |
| 01/08/2010 | 1re étape du Tour de Pologne                                     | Pologne     | PT     | Jacopo Guarnieri      |
| 05/08/2010 | Gran Premio Industria e Commercio Artigianato Carnaghese         | Italie      | 1.1    | Ivan Basso            |
| 07/08/2010 | Grand Prix de la ville de Camaiore                               | Italie      | 1.1    | Kristjan Koren        |
| 21/08/2010 | Trophée Melinda                                                  | Italie      | 1.1    | Vincenzo Nibali       |
| 28/08/2010 | Tour de Vénétie                                                  | Italie      | 1.1    | Daniel Oss            |
| 18/09/2010 | Grand Prix de la ville de Modène                                 | Italie      | 1.1    | Francesco Chicchi     |
| 19/09/2010 | Classement général du Tour d'Espagne                             | Espagne     | HIS    | Vincenzo Nibali       |
| 25/09/2010 | Mémorial Marco Pantani                                           | Italie      | 1.1    | Elia Viviani          |
| 26/09/2010 | Tour de Toscane                                                  | Italie      | 1.1    | Daniele Bennati       |
| 01/10/2010 | 2e étape du Circuit franco-belge                                 | Belgique    | 2.1    | Jacopo Guarnieri      |
| 05/10/2010 | Binche-Tournai-Binche                                            | Belgique    | 1.1    | Elia Viviani          |

### Résultats sur les courses majeures
Les tableaux suivants représentent les résultats de l'équipe dans les principales courses du calendrier international (les cinq classiques majeures et les trois grands tours). Pour chaque épreuve est indiqué le meilleur coureur de l'équipe, son classement ainsi que les accessits glanés par Liquigas-Doimo sur les courses de trois semaines.

#### Classiques
| Classique            | Milan-San Remo       | Tour des Flandres | Paris-Roubaix        | Liège-Bastogne-Liège  | Tour de Lombardie    |
| -------------------- | -------------------- | ----------------- | -------------------- | --------------------- | -------------------- |
| Coureur (classement) | Daniele Bennati (5e) | Daniel Oss (28e)  | Kristjan Koren (23e) | Vincenzo Nibali (29e) | Vincenzo Nibali (5e) |

#### Grands tours
| Grand tour           | Tour d'Italie | Tour de France       | Tour d'Espagne                                                |
| -------------------- | --- | -------------------- | ------------------------------------------------------------- |
| Coureur (classement) | Ivan Basso (1er) | Roman Kreuziger (8e) | Vincenzo Nibali (1er)                                         |
| Accessits            | 3 victoires d'étapes (Contre-la-montre par équipes, Vincenzo Nibali et Ivan Basso), classement par équipes aux temps et aux points, Prix du Fair-Play et classement général (Ivan Basso) | -                    | Classement général et classement du combiné (Vincenzo Nibali) |

### Classement UCI
L'équipe Liquigas-Doimo termine à la deuxième place du Calendrier mondial avec 1 006 points. Ce total est obtenu par l'addition des points des cinq meilleurs coureurs de l'équipe au classement individuel que sont Vincenzo Nibali, 5e avec 390 points, Ivan Basso, 21e avec 206 points, Roman Kreuziger, 22e avec 206 points, Peter Sagan, 44e avec 111 points, et Daniele Bennati, 56e avec 93 points,.
| Rang | Coureur              | Points |
| ---- | -------------------- | ------ |
| 5    | Vincenzo Nibali      | 390    |
| 21   | Ivan Basso           | 206    |
| 22   | Roman Kreuziger      | 206    |
| 44   | Peter Sagan          | 111    |
| 56   | Daniele Bennati      | 93     |
| 91   | Sylwester Szmyd      | 48     |
| 102  | Robert Kišerlovski   | 38     |
| 108  | Daniel Oss           | 32     |
| 154  | Fabio Sabatini       | 12     |
| 197  | Jacopo Guarnieri     | 6      |
| 217  | Tiziano Dall'Antonia | 4      |
| 228  | Mauro Finetto        | 3      |
| 249  | Oliver Zaugg         | 1      |
| 255  | Manuel Quinziato     | 1      |
| 267  | Alessandro Vanotti   | 1      |
| 271  | Elia Viviani         | 1      |
| 276  | Francesco Chicchi    | 1      |